# Berg-Badachschan
Berg-Badachschan (tadschikisch Вилояти Мухтори Кӯҳистони Бадахшон/Wilojati Muchtori Kuhistoni Badachschon, deutsch Autonome Provinz Berg-Badachschan) ist eine autonome Provinz im Pamirgebirge im Osten Tadschikistans. Sie hat eine Fläche von 64,200 km2 und rund 226.900 Einwohner. Die Hauptstadt ist Chorugh.

## Geographie
Berg-Badachschan liegt auf einer Höhe von 1200 bis 7495 m (Pik Ismoil Somoni) im Pamir. Das Gebiet, das vor allem im Osten von einer Hochgebirgswüste eingenommen wird, umfasst mit rund 64.200 Quadratkilometern etwa 45 % des tadschikischen Territoriums.
Im Nordwesten schließt Berg-Badachschan an das übrige Tadschikistan an; dort befindet sich der höchste Teil des tadschikischen Pamir mit dem Pik Ismoil Somoni, der als Pik Stalin und später Pik Kommunismus höchster Berg der Sowjetunion war. Im Norden grenzt die autonome Provinz im Verlauf des Transalaigebirges mit dem 7134 m hohen Pik Lenin an Kirgisistan. Die Staatsgrenze zur Volksrepublik China im Osten wird von der bis zu knapp 6351 m hohen Sarikolkette markiert. Nur etwa 30 bis 50 km entfernt auf chinesischem Territorium liegen mit dem Kongur-Massiv und dem Muztagata die höchsten Gipfel des Pamir. Im Süden und Westen grenzt Berg-Badachschan an Afghanistan; die Grenze folgt außer im Südosten dem Pandsch, dem linken Quellfluss des Amudarja. Im Südwesten parallel zur Grenze verläuft die Schachdarakette, die mit dem Pik Karl Marx eine Höhe von 6726 m erreicht. Auch im zentralen Teil Berg-Badachschans gibt es weitere Gebirgsketten, die Höhen zwischen 6000 und 7000 m erreichen.
Wichtigste Flüsse sind der Pandsch entlang der südwestlichen und westlichen Grenze zu Afghanistan und sein rechter Nebenfluss Bartang, der im Mittellauf Murgab und im Oberlauf Oksu genannt wird und das Gebiet von Südosten durch den Zentralteil mit dem Saressee nach Westen durchquert. Im Nordosten in über 4000 m Höhe liegt der größte See der Provinz und zugleich Tadschikistans, der abflusslose Karakul.
Die Durchschnittstemperaturen liegen in der im Westteil gelegenen Provinzhauptstadt Chorugh im Januar bei −8 °C und im Juli bei +23 °C.
Verkehrsanbindung besteht über die Pamirstraße, die von Chorugh zunächst am Pandsch abwärts nach Duschanbe führt, in der anderen Richtung durch den Ostteil des Gebietes über Murghob in die kirgisische Stadt Osch, sowie per Flugzeug nach Chorugh.

## Geschichte
Das Gebiet wurde 1885 vom Russischen Reich besetzt, das dort zunächst mehrere Militärposten errichtete. Gemäß den Vereinbarungen mit Großbritannien zu den Einflusssphären in Zentralasien kam der westliche, dichter besiedelte Teil des heutigen Berg-Badachschan zumindest formal zum Emirat Buchara, einem russischen Protektorat, faktisch blieb aber das gesamte Gebiet unter direkter russischer Militärverwaltung, ab 1905 unter dem Militärgouverneur der Oblast Ferghana.
Nach Gründung der Sowjetunion und der Bildung der Tadschikischen ASSR am 14. Oktober 1924 (ab 1929 SSR) wurde am 2. Januar 1925 die Autonome Oblast Berg-Badachschan gebildet. Von der Ausdehnung her entsprach sie fast der heutigen Provinz; nur der westlichste Teil, der schmale Streifen im Pandsch-Tal um Qalai Chumb gehörte als Qalai-Chumbski rajon zur Oblast Gharm und kam erst mit deren Auflösung 1955 zur Autonomen Oblast, als heutiger Nohija Darwos.
Nach der Unabhängigkeit Tadschikistans 1991 blieb die Autonomie bestehen.

## Bevölkerung
Berg-Badachschan wird nur von etwa 212.100 Menschen bewohnt (2014). Die Bewohner des Gebietes, die vorwiegend Viehzucht auf Bergweiden betreiben, werden als Bergtadschiken oder Badachschaner bezeichnet. Ein bedeutender Teil gehört zu den Pamirern (tadschikisch помирӣ, pomirij), die zum Teil verschiedene dem Paschtunischen verwandte südostiranische Sprachen sprechen. Die meisten Menschen leben im Westteil der Provinz im Tal des Pandsch und an den Unterläufen seiner rechten Zuflüsse. Im bedeutend dünner besiedelten Zentral- und Ostteil Berg-Badachschan leben auch viele Kirgisen.
Obwohl sich die Einwohnerzahl Berg-Badachschans seit den 1930er-Jahren mehr als verdreifachte und damit die Bevölkerungsdichte von etwa 1 auf über 3 Einwohner pro km² stieg, ist sie weiterhin im Vergleich zu den anderen Provinzen Tadschikistans sehr niedrig. Der Anteil Berg-Badachschans an der Gesamtbevölkerung Tadschikistans sank kontinuierlich von 4,4 % 1939 über 3,2 % gegen Ende der sowjetischen Periode (1989) auf 2,6 % im Jahr 2014.

## Verwaltungsgliederung
Berg-Badachschan gliedert sich in sieben Bezirke (ноҳия, nohija, hervorgegangen aus den Rajons der Sowjetzeit). Das Verwaltungszentrum ist die bezirksfreie Stadt Chorugh mit 28.800 Einwohnern (alle Angaben 2014). Die Bezirke vereinen insgesamt 43 Dorfgemeinschaften (ҷамоат, dschamoat).
| Bezirk          | Hauptort    | Einwohner (2014) | Fläche (km²) | Bevölkerungsdichte (Einw./km²) | Dorfgemeinschaften                                                       |
| --------------- | ----------- | ---------------- | ------------ | ------------------------------ | ------------------------------------------------------------------------ |
| Chorugh (Stadt) | Chorugh     | 28.800           |              |                                |                                                                          |
| Darwos          | Qalai Chumb | 21.700           | 2.800        | 7,7                            | Nulwand, Qalai Chumb, Saghirdascht, Wischcharw (4)                       |
| Ischkoschim     | Ischkoschim | 30.500           | 3.700        | 8,2                            | Andarob, Ischkoschim, Pitup, Schitcharw, Song, Qosideh, Wrang (7)        |
| Murghob         | Murghob     | 14.200           | 38.400       | 0,4                            | Alitschur, Gadoberdijew, Murghob, Qarokul, Qisilrabot, Rangkul (6)       |
| Roschtqala      | Roschtqala  | 25.400           | 4.300        | 5,9                            | Barwos, Mirschakar, Roschtqala, Seschd, Tawdem, Tussjon (6)              |
| Ruschon         | Ruschon     | 24.500           | 5.900        | 4,1                            | Bar-Ruschon, Bartang, Bassid, Pastchuf, Ruschon, Sawnob, Schids (7)      |
| Schughnon       | Midenschor  | 35.400           | 4.600        | 7,7                            | Darmoracht, Nawobod, Porschinew, Sochtscharw, Sutschon, Wanqala, Wer (7) |
| Wandsch         | Wandsch     | 31.700           | 4.400        | 7,2                            | Jasgulom, Rowand, Schowid, Techarw, Wandsch, Wodchud (6)                 |
| Gesamt          | Gesamt      | 212.100          | 64.100       | 3,3                            |                                                                          |

## Wirtschaft
Die Region Berg-Badachschan ist wirtschaftlich unterentwickelt. Der größte einzelne Arbeitgeber der Region sind die Entwicklungshilfeorganisationen von Karim Aga Khan IV., dem religiösen Führer der ismailitischen Nizariten. Eine der Organisationen ist die Aga-Khan-Stiftung.